# Abderrahmane Abdelli
Abderrahmane Abdelli (nascida a 2 de abril de 1958) é um autor, compositor, e cantautor berber conhecido pela mistura da música tradicional do seu país natal do Norte de África com sons modernos.

## Biografia
Abdelli nasceu em Mechta Behalil, uma aldeia na Grande Cabília, Argélia, durante a Guerra da Independência da Argélia. A sua família foi deslocada pelo bombardeio do seu povo, Kennour, parte da província de Tizi Ouzou, pela força aérea francesa. Após a guerra, a sua família estabeleceu-se na cidade costeira de Dellys. Quando era menino, Abdelli construiu a sua primeira guitarra com uma lata de azeite vazia, um suporte de madeira e uma linha de pesca. Após aprender a tocar guitarra, foi introduzido ao mandol pelo maestro Chaabi Chaïd Moh-Esguir.
Abdelli fez a sua estreia musical em Dellys, Cabília, durante o festival da Independência da Argélia em 1974. Ganhou vários concursos na Argélia para cantores aficionados. Abdelli produziu o seu primeiro álbum em 1984, mas não obteve muito sucesso. Dois anos mais tarde, lançou um álbum que vendeu 12000 cópias, mas nunca recebeu o pagamento da sua companhia discográfica; Abdelli produziu um par de álbuns na Argélia, mas se mudou para a Bélgica no ano 1984. Foi ali onde "conheceu o produtor Thierry Van Roy, que estava tão fascinado com a sua música que passou dois anos explorando as raízes da musica tradicional dos Berberes na Universidade de Argel." Desde 1986 estabeleceu o seu lar em Bruxelas, na Bélgica.
Os seus álbuns mais populares são New Moon e Among Brothers Apresentou-se nos festivais mais importantes da Europa, incluindo o WOMAD e o concerto 0110, em Gante. Além da Europa, tem estado presentes em concertos em Inglaterra, Estados Unidos e Canadá.

## Influências
A sua música reflecte uma pesada influência argelina. Como foi indicado pelo World Music Central:

As letras de Abdelli expressam fortes e poéticas imagens de sua cultura, a qual se encontra ameaçada por todos lados. Expressa-se essencialmente através de símbolos que são parte de sua cultura tradicional. Ele tenta dar a conhecer a antiga cultura Bereber que, por sua tolerância e abertura, é um exemplo a seguir em nosso mundo atribulado.

Abdelli tem colaborado com músicos da Europa e daAmérica do Sul com frequência, com a incorporação de instrumentos como o cajón (Peru), o tormento, a quena (Chile), e a bandura (Ucrânia).

## Discografia
- New Moon (1995)
- Au-delà de Gibraltar (2000)
- Among Brothers (2003)
- Destiny (2011)

## Banda
Os membros de sua banda são:
- Roberto Lagos (charango, guitarra, bombo)
- Disse Mohammed (ney)
- Jazouli Azzedine (darbuka, tar, bendir)
- Luis Ivan Leiva Alguinta (percussão latina)
- Abdelmajid Makrai Lamarti (violino)
- Thierry Van Roy (teclados)